# Gleby zabagniane
Gleby zabagniane - rząd gleb, w których proces glejowy jest dominującym czynnikiem kształtującym te gleby. Może być on wywołany wodami gruntowymi (proces gruntowego oglejenia), lub wodami opadowymi (proces opadowo-glejowy). 
Do tego rzędu zalicza się 2 typy:
- gleby opadowo-glejowe

- gleby gruntowo-glejowe